# Rudolf Macek (politik)
Rudolf Macek byl český a československý politik a meziválečný senátor Národního shromáždění ČSR za Československou sociálně demokratickou stranu dělnickou.

## Biografie
Profesí byl úředníkem z Frýdku.
V parlamentních volbách v roce 1935 získal senátorské křeslo v Národním shromáždění. V senátu setrval do jeho zrušení v roce 1939, přičemž krátce předtím ještě v prosinci 1938 přestoupil do nově vzniklé Národní strany práce.